# 806 Gyldenia
806 Gyldenia је астероид са пречником од приближно 62,63 .
Афел астероида је на удаљености од 3,447 астрономских јединица (АЈ) од Сунца, а перихел на 2,981 АЈ.
Ексцентрицитет орбите износи 0,072, инклинација (нагиб) орбите у односу на раван еклиптике 14,220 степени, а орбитални период износи 2105,491 дана (5,764 година).
Апсолутна магнитуда астероида је 10,60 а геометријски албедо 0,025.
Астероид је откривен 18. априла 1915. године.